# Karosa Reihe Š

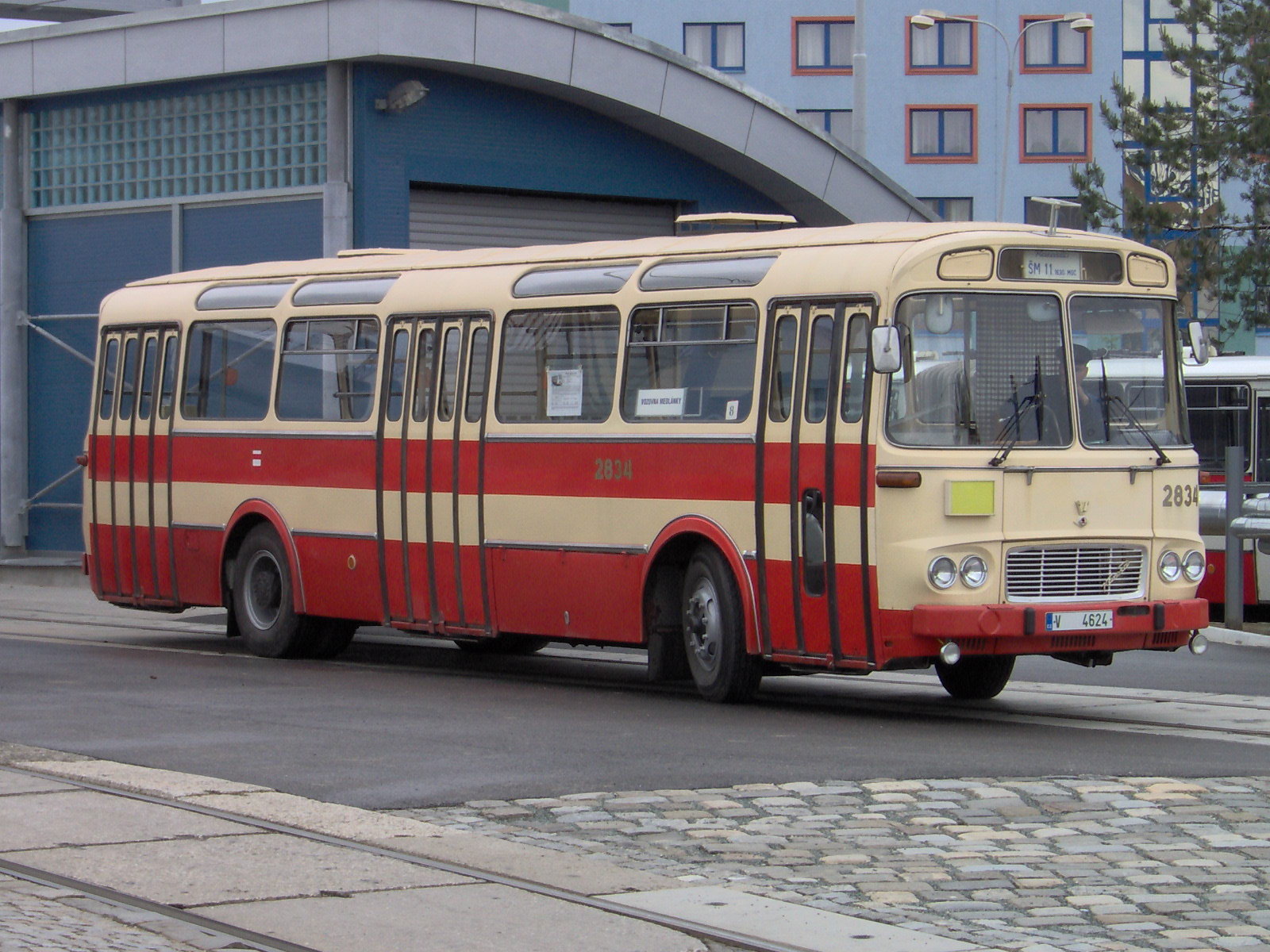
Karosa ŠM 11

Die Karosa Reihe Š war die Typenbezeichnung für eine Reihe von Omnibussen des tschechoslowakischen Herstellers Karosa. Die  Dieselmotoren mit der Marke Škoda wurde von LIAZ produziert, worauf das Š in den Namen der Varianten hinweist. Getriebe stammen von Praga. Fahrgestell, Fahrwerk und Karosserie war eine Neuentwicklung von Karosa.
1961 wurden erste Prototypen hergestellt. 1964 wurden die ersten seriengefertigten Stadtbusse ŠM 11 aus der Reihe in Prag als Stadtomnibusse ausgeliefert und getestet. Die Reihe 11 war der Nachfolger der Škoda 706 RTO. Die Produktion der Reihe Š endete 1981 mit einer Stückzahl von 26.669 Bussen aller Varianten. Ein Fünftel der Produktion wurde exportiert. Nachfolger wurde 1981 die Karosa Reihe 700, die in unterschiedlichen Modifikationen und zur Karosa Reihe 900 modernisiert bis 2007 hergestellt wurde.
Da sich die Technik in der Praxis bewährte, wurde die Antriebstechnik in den Triebwagen der ČSD-Baureihe M 152.0 übernommen. Für den in geringen Stückzahlen produzierten Oberleitungsbus Škoda T 11 wurde die Karosserie dieser Reihe übernommen und mit der notwendigen elektrischen Ausstattung von Škoda ergänzt.

## Konstruktion
Die Busse haben eine selbsttragende Karosserie, die aus sechs Fertigbauteilen zusammengesetzt war. Zwischen den Achsen war ein Dieselmotor Škoda ML 630 unterflur eingebaut. Als Getriebe wurde ein Praga 2M 70 mit hydraulischem Wandler verwendet. Die Busse hatten Druckluftfederung mit automatischer Höhenregulierung. Die Falttüren wurden elektropneumatisch betätigt. Die Seitenteile waren aus Stahlblech gefertigt, die unteren Seitenteile und das Dach waren mit Aluminiumblech beplankt. Heck und Front der Busse waren formgleich.

## Varianten
Von der Reihe 11 wurden vier Modelle gefertigt. Der Buchstabe nach Š weist auf den Verwendungszweck hin, die Zahl 11 bzw. 16,5 auf die Länge in Metern.
- ŠM 11: Stadtomnibus (městský autobus) mit 3 Türen
- ŠL 11: Version für Linienverkehr (linkovy autobus) mit 2 Türen
- ŠD 11: Reisebus (dálkový autobus) mit einer Tür
- ŠM 16,5: Gelenkfahrzeug, 16,5 Meter Länge, 4 Türen, stärkerer Motor

Alle Busse hatten Panoramascheiben an den oberen Dachholmen. Die Wagenkästen sind 2,5 m breit und haben eine Höhe von 2,985 m. Der Radstand zwischen erster und zweiter Achse beträgt 5,5 Meter. ŠM 11, ŠL 11 und ŠD 11 hatten 180 PS, Šk 11 200 PS. Der Kraftstoffverbrauch lag zwischen 28 und 38 Liter pro 100 km, die Höchstgeschwindigkeit zwischen 65 und 100 km/h.